# Friedrich-Wilhelm von Löper
Le titre de cet article contient le caractère ö. Quand celui-ci n'est pas disponible ou n'est pas désiré, le nom de l'article peut être représenté comme Friedrich-Wilhelm von Loeper .
Friedrich-Wilhelm von Löper (né le 3 août 1888 à Prieborn et mort le 7 octobre 1983 à Bückeburg) est un Generalleutnant allemand qui a servi au sein de la Heer dans la Wehrmacht pendant la Seconde Guerre mondiale.
Il a été récipiendaire de la Croix de chevalier de la Croix de fer. Cette décoration est attribuée pour récompenser un acte d'une extrême bravoure sur le champ de bataille ou un commandement militaire avec succès.

## Biographie
Friedrich-Wilhelm von Löper se retire du service actif en février 1945, puis est fait prisonnier par les troupes alliées en mai 1945. Il est libéré en 1947.

## Décorations
- Croix de fer (1914)
  - 2e Classe
  - 1re Classe
- Croix d'honneur
- Agrafe de la Croix de fer (1939)
  - 2e Classe
  - 1re Classe
- Médaille du Front de l'Est
- Croix de chevalier de la Croix de fer
  - Croix de chevalier le 29 septembre 1941 en tant que Generalleutnant et commandant de la 10e division d'infanterie[1]